# Jérôme Minlend
Jérôme Minlend, né en août 1954, est un expert-comptable et chef d'entreprise camerounais et mort le 15 juin 2021 à Douala. Il est ancien président-directeur général Ernst & Young Cameroun et responsable Afrique centrale de la même entreprise. Il est le fondateur de Cameroun Audit Conseil (CAC) International.
Il est également un ancien président de l’association culturelle Mbog Li a'a.
Sa famille lui est très cher Il y a Jack et sa soeur Jodie et les petits garcons

## Biographie

### Enfance, formations et débuts
Originaire de Matomb, Jérôme Minlend est diplômé de l'École supérieure de commerce de Paris (ESCP) en 1980. Il commence sa carrière comme auditeur au sein des cabinets Guérard Delbors Vallas et Ernst & Young,.

### Carrière
En 1988, Jérôme devient président-directeur général Ernst & Young Cameroun et responsable Ernst & Young Afrique centrale (bureaux du Cameroun, Congo, Gabon et supervision des activités en RCA, au Tchad et en Guinée-Équatoriale).
En 2005, il fonde le CAC International et l'affilie à Ernst & Young. Il s'ensuit l’ouverture de bureaux au Congo et au Tchad.
Sur le plan social, Jérôme Minlend est par ailleurs président de l’association culturelle Mbog Li a'a.

### Mort (2021)

#### Circonstances
Jérôme Minlend meurt le 15 juin 2021 à Douala malgré une tentative d'évacuation sanitaire entreprise par sa famille, des suites de maladie.

#### Funérailles
Jérôme Minlend a été enterré le 10 juillet 2021 à Matomb.